# غوتينغن (مقاطعة)
غوتينغن  (تُلفظ بالألمانية: [ˈɡœtɪŋən]) هي مقاطعة (أقضية) في سكسونيا السفلى، ألمانيا. يحدها (من الشمال وفي اتجاه عقارب الساعة) مقاطعة نورتهايم، ومن قبل ولاية تورينغن (مقاطعة أيسفيد -Eichsfeld (district)) وهسن (مقاطعات فيرا-مايسنر-كرايس (Werra-Meißner-Kreis
) وكاسل).

## روابط خارجية
- الموقع الرسمي (بالإلمانية)

إحداثيات: 51°30′N 9°55′E / 51.5°N 9.92°E